# صباح الکتریسیتی
صباح الکتریسیتی (انگلیسی: Sabah Electricity) شرکت دولتی برق مالزیایی است، که در سال ۱۹۹۸ توسط شرکت تناگا ناسیونال تأسیس شد.